# Samuel Coucke
Samuel Coucke (Brugge, 1 oktober 1833 - 7 november 1899) was een Belgisch glazenier en keramiekschilder. Hij was een van de Belgische kunstenaars die zich de kunstrichting bekend als neogotiek eigen maakte. Deze kunstrichting kende in Brugge tijdens de tweede helft van de negentiende eeuw zijn grootste bloei.

## Biografie

### Gezin

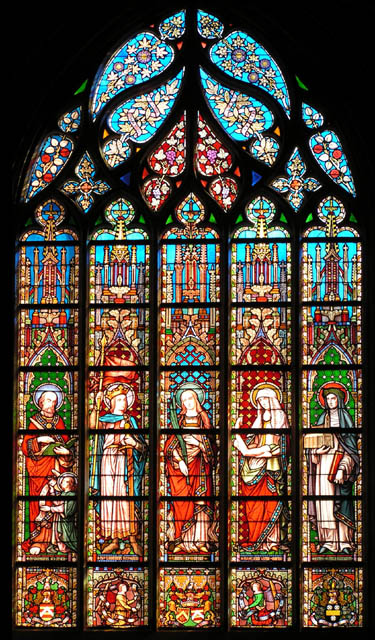
Een door Samuel Coucke gerestaureerd glasraam in de kerk van Onze-Lieve-Vrouw van de Zavel in Brussel

Coucke was de zoon van politiesergeant Carolus Coucke (1792-1853) en Maria Mondy (1799-1874). Hij was de achtste in een rij van twaalf kinderen. Op 4 mei 1859 trouwde hij met Sophie Naert (1828-1899), zus van de architect en Romeprijswinnaar Joseph Naert (1838-1910). Hij had haar leren kennen in het atelier Grossé. Na het overlijden van haar ouders was ze niet onbemiddeld en kon het paar een huis aankopen, genaamd Het Schaep, in de Korte Vuldersstraat 14, waar zij in de loop van de maand mei 1860 hun intrek namen en hij zijn atelier vestigde. Ze kregen tien kinderen.

### Beroepsloopbaan
De opening naar de beoefening van een kunstambacht kwam er bij Coucke via zijn twintig jaar oudere schoonbroer Louis Grossé (1811-1899) die in 1843 gehuwd was met Coleta Coucke (1822-1886). Grossé leidde Coucke in zijn atelier op tot galonwever en borduurwerker. Bij zijn huwelijk in 1859 werd Coucke nog vermeld met het beroep van 'passementier'. Nochtans had hij toen al een paar maal de stad tijdelijk verlaten om zich te gaan inwijden in de glazenierskunst. Volgens eigen zeggen had hij de revelatie van het glasschilderwerk gehad op de wereldtentoonstelling van 1855 in Parijs en had dit er hem toe gebracht zich de glazenierstechnieken te gaan eigen maken in Duitse en Engelse ateliers. In 1858 startte hij met zijn nieuw beroep. In de Korte Vuldersstraat bouwde hij een oven in de tuin en een paar jaar later verbouwde hij een bijgebouw tot atelier met een venster waar de brandglazen in opmaak konden worden tegenaan geplaatst.
De eerste stappen van Coucke waren niet gemakkelijk. Hij greep weliswaar hoog door de restauratie op zich te nemen van glasramen in de kerk van Zoutleeuw en in de Zavelkerk in Brussel. Zijn ontwerpen kregen maar moeizaam goedkeuring in de Koninklijke Commissie voor Monumenten en enkele leden kwamen in mei 1861 in de Korte Vuldersstraat een bezoek brengen. Ze waren nogal tevreden over de materiële uitvoering zoals Coucke die voorzag. Het belet niet dat nadien door de Commissie nog forse kritiek werd geuit op de glasramen van Coucke. Hij vond echter een stevige verdediger in het Commissielid priester Hyacinthe de Bruyn, gezaghebbende kunsthistoricus en publicist.

### Kunst en techniek van de glazenier
De heropbloei van de glazenierskunst, vanaf het midden van de negentiende eeuw, ging samen met de belangstelling voor rijker aangeklede kerken. Een belangrijk katholiek mecenaat steunde de kunstambachten die op vernieuwing en stoffering van het kerkinterieur waren afgestemd. (zie: gebrandschilderd glas en glas-in-lood).
Coucke paste in de neogotische beweging die tot volle ontplooiing kwam. Veel, zo niet de meeste van zijn werken zijn in gotische stijl – of naar gotisch model – ontworpen. Dit was evenwel geen exclusieve stijlrichting en Coucke adverteerde bij herhaling dat hij in alle stijlen kon werken, naargelang de wensen van de klant en de stijl of aankleding van het gebouw waarvoor men glasramen wilde.
Voor zijn glasramen spande Coucke zich in om te werken met aangepast glas ('verre antique' of 'verre cathédrale') teneinde het coloriet en de kleurenwarmte uit de glorietijden van de glazenierskunst te evenaren. Dat ook de brandtechniek op punt stond ziet men aan de frisheid van een aantal van de glasramen, honderdvijftig jaar na hun fabricatie. Een goed voorbeeld geeft het hoogkoor van de Heilige Magdalenakerk in Brugge, waar men in de middenvensters de glasramen van Samuel Coucke ziet, die al hun frisheid en coloriet hebben bewaard. Coucke was hierbij meer glazenier dan glasschilder. De echte techniekbeheersing bestaat er immers in tot figuratieve taferelen te komen door de variatie van het gekleurd glas dat men in lood steekt, waarbij minimaal met overschildering wordt bijgewerkt. Hierin bestond precies de revalorisatie van het kunstambacht dat in de decadente periode verworden was tot 'schilderen op glas', waarbij op de limiet een effen glaspaneel kon worden gebruikt, waarop een tafereel werd geschilderd – inclusief het nagebootste lood -, wat dan eigenlijk niet veel meer gemeen had met de echte glazenierskunst.
In het werk van Coucke zijn ook de inspanningen duidelijk die geleverd werden om iconografisch correct werk te leveren, om heraldisch juist te zijn (de mecenas wenste meestal zijn familiewapen vereeuwigd te zien) en om tevens in de kleuren, de houding, de klederdracht van de personages, de middeleeuwse voorbeelden na te volgen.
Vooral toen de zoons actief werden in het atelier, begon men ook meer publiciteit te maken. Er werden prospectussen rondgestuurd en aankondigingen geplaatst in kranten en tijdschriften. Men nam ook deel aan tentoonstellingen. De productie van het atelier was aanzienlijk. Honderden glasramen werden geleverd, zowel in België als daarbuiten, onder meer in de Verenigde Staten en in Belgisch-Congo. Een inventaris ervan werd veel later opgesteld. Heel wat ontwerptekeningen van het atelier worden bewaard door het Provinciaal cultureel archief van West-Vlaanderen en door de Musea van de stad Brugge (Prentenkabinet). Een aanzienlijke collectie van tekeningen en ontwerpen werd door een particuliere eigenaar aangeboden aan deze instanties, die ze echter van de hand wezen. Ze werd in de loop van 2009 door het veilinghuis Van de Wiele (Brugge) verspreid.

### De Bruggeling Coucke

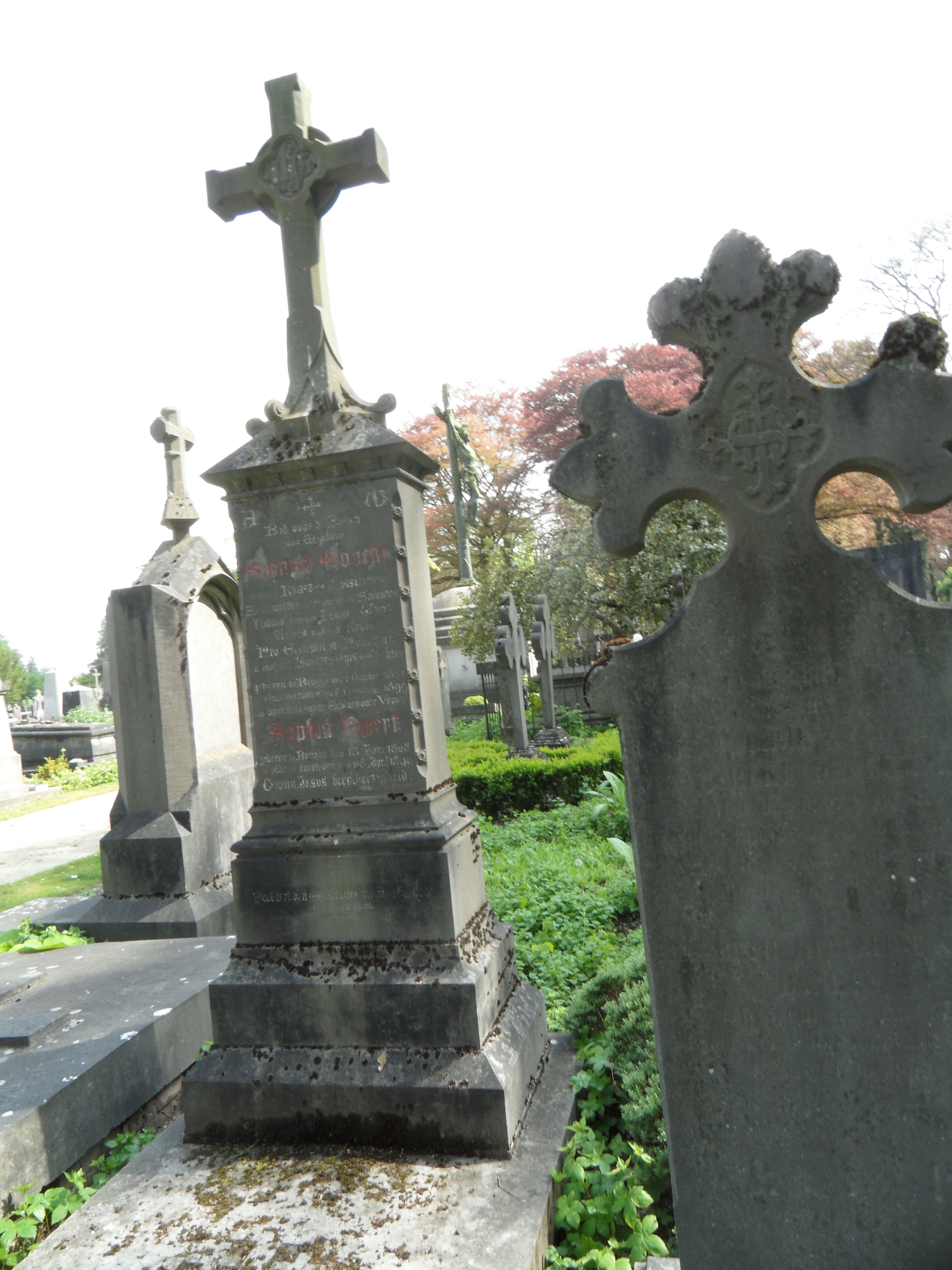
Grafmonument van Samuel Coucke en Sophie Naert op de algemene begraafplaats van Brugge

Coucke speelde vanaf 1860 tot aan zijn dood een niet onbelangrijke rol in het sociaal leven van zijn stad. Nooit op het voorplan, want in de geest van de tijd werden de vooraanstaande plaatsen in het maatschappelijk leven bezet door leden van de adel of door beoefenaars van 'edele' vrije beroepen: priesters, advocaten, notarissen, geneesheren, soms magistraten. Daarbij had hij een goedhartig en joviaal karakter dat hem niet aanzette tot getrancheerde houdingen of grote ambities. Hij was evenwel bij vele activiteiten nadrukkelijk aanwezig.
Op het politiek vlak werd hij in 1861 lid van de Concorde, de katholieke kiesvereniging. Vanaf 1862 verscheen hij op de kiezerslijsten. Zelf was hij nooit kandidaat voor een politiek mandaat, maar hij zal ongetwijfeld zijn schoonbroer Louis Grossé gesteund hebben die herhaaldelijk op onverkiesbare plaatsen stond bij gemeenteraadsverkiezingen.
Rond dezelfde tijd werd Coucke betalend lid van de vereniging die de Vrije Stedelijke Academie beheerde. Vanaf 1870 zetelde hij in het bestuur, een in die tijd geprezen onderscheiding. In 1877 nam hij ontslag als gevolg van politieke tegenstellingen.
Men vond Coucke aanwezig bij de stichting van het Davidsfonds in Brugge in 1875 en in 1893 werd hij er bestuurslid, zoals ook in de Vlaamsche Broederbond waar hij medeorganisator was van de Vlaamse landdag die in augustus 1887 in Brugge plaatsvond naar aanleiding van de inhuldiging van het standbeeld van Breydel en De Coninck. Hij werd ook lid als 'membre artiste' van de Cercle artistique Brugeois die werd voorgezeten door advocaat en stadsbibliothecaris Gustaaf-Julien Claeys (1844-1907).
In de caritatieve sfeer was Coucke dismeester van Sint-Salvator (vanaf 1885) en gedurende bijna veertig jaar bestuurslid en voorzitter van het Werk der kleding voor behoeftige ouderlingen. Vanzelfsprekend nam hij actief deel aan het confrérieleven op zijn parochie, onder meer in de Broederschap van de berechtinge, genaamd Sacra. Hij werd er deken van en werd op 15 december 1890 gevierd na 25 jaar lidmaatschap. Nadien werd hij ook nog thesaurier van deze confrérie.
In 1877 ontstond de Katholieke Burgersgilde die, onder de leiding van de Vlaamsvoelende dokter Eugeen Van Steenkiste, de democratische vleugel van de katholieke kiesvereniging wilde zijn. Samuel Coucke behoorde niet tot de zes initiatiefnemers, maar vanaf de eerste ledenlijst kwam hij voor als erelid. Zijn tweede zoon Eloi was vanaf de stichting werkend lid en werd trouwens in 1928 vanwege vijftig jaar lidmaatschap gevierd. Zijn oudste zoon Joseph was verscheidene jaren secretaris van de Burgersgilde.
Was de Katholieke Burgersgilde een ontmoetingsplaats voor de kleine burgerij en middenstand, men ging van daaruit nog een stap verder door in maart 1887 de Gilde der Ambachten op te richten, waar in de lijn van de encycliek Rerum Novarum en volgens het middeleeuws corporatief model, meesters en gezellen zich verenigden om hun gemeenschappelijke belangen te bespreken en te behartigen en om door een aantal activiteiten en organisaties de arbeiders te steunen en hogerop te helpen. Dit alles met middelen en volgens gedachten die thans paternalistisch klinken maar op dat ogenblik de initiatiefnemers in de ogen van sommigen voor gevaarlijke individuen deed doorgaan. Coucke was een van de stichters van de Gilde der Ambachten en zetelde tot aan zijn dood in het bestuur, als een van de drie 'meesters', naast de vier 'gezellen' en de proost Eerwaarde heer Mervillie. Vanaf de stichting hield de Gilde zich onder meer bezig met het oprichten van ziekenkassen en spaarkassen, het verschaffen van broodkaarten ('brood even goedkoop als bij de socialisten'), het sluiten van overeenkomsten met geneesheren en apothekers, het verlenen van kosteloze rechtsbijstand en arbeidsbemiddeling.
Zowel in de Katholieke Burgersgilde als in de Gilde der Ambachten speelde Coucke – en ook sommige van zijn zoons – een heel actieve hoewel nooit een eersterangsrol. Men ontmoet zijn naam bij het organiseren van activiteiten zoals de nijverheidstentoonstellingen, bij het versieren van de lokalen, het schilderen van decors voor toneeluitvoeringen, het leveren van ontwerpen voor gildenvlaggen enz. Wanneer in 1895 een grote zegestoet door de Brugse straten trok ter gelegenheid van de goedkeuring van de wet die de bouw van Brugge-Zeehaven mogelijk maakte, vormde de bijdrage van de Gilde der Ambachten een stoet in de stoet, die bijzonder opviel door de panelen, opschriften en 'transparanten' die het huis Coucke hiervoor had gemaakt.
Een ander publiek optreden van Coucke was zijn verklaring op 18 juli 1886 afgelegd voor de door de regering opgerichte Commissie over de industriële arbeid. Coucke was een van de drie Bruggelingen die voor deze commissie kwamen getuigen en hij deelde er zijn tamelijk pessimistische opinie mee. In de geest van sociale verbondenheid die hem bezielde, werd hij in 1891 tot lid verkozen van de Werk- en Nijverheidsraad. Vooral bleef hij en dit nog op de avond voor zijn dood een van de meest permanent aanwezige bestuursleden op de activiteiten georganiseerd door de Gilde der Ambachten.
Ondanks zijn grote gezinslast, was hij gedurende twintig jaar lid van de Burgerwacht. Het schepencollege lijfde hem in op 5 april 1861, hij werd korporaal in 1863, sergeant in 1869, in december 1880 werd zijn ontslag aanvaard als sergeant en werd hij overgeplaatst naar een andere compagnie. Pas in 1884 werd hij op rust gesteld vanwege zijn leeftijd.

### Buitenlandse leveringen en reizen
Vanaf 1880 ging Coucke zich inspannen om afzetgebieden in het buitenland te vinden. Volgens zijn verklaringen werd hij hiertoe genoopt omdat de schoolstrijd vanaf 1879 de vrijgevigheid van de katholieken naar scholenbouw en –onderhoud draineerde, ten nadele van het traditioneel mecenaat dat graag iets over had voor de opsmuk van kerken en bidplaatsen. Twee belangrijke leveringen van glasramen in Jeruzalem en in Rome, waren meteen de aanleiding voor verre reizen.
In 1885 ondernam Coucke de reis naar Jeruzalem, waar hij de glasramen ging leveren en plaatsen voor een hoofdzakelijk dankzij Belgisch mecenaat opgerichte neogotische kerk. Dit leverde hem de eer op als Ridder in de Orde van het Heilig Graf te worden opgenomen. Bij zijn terugkeer hield hij over zijn verre reis voordrachten.
Begin 1888 volgde dan zijn reis naar Rome, waar hij de glasramen ging afleveren en plaatsen die hij voor de nieuwgebouwde kerk van Corpus Christi had gemaakt. De kerk werd hoofdzakelijk gefinancierd door een naamloos gebleven Belgische familie, voor de Congregatie van de Eeuwige Aanbidding waar de Belgische Anna de Meeûs de overste van was. Architect was Jean de Bethune en de meeste kunstwerken die de kerk versierden kwamen uit België. De twee glasramen door Samuel Coucke geleverd, stelden de heilige Anna en de heilige Joachim voor. Ze werden geschonken aan paus Leo XIII ter gelegenheid van zijn priesterjubileum. Die schonk dan op zijn beurt de ramen aan de nieuwe kerk. Coucke hield er alvast de pauselijk onderscheiding 'Pro ecclesia et pontifice' aan over.
De reis kreeg een bijzondere weerklank omdat Coucke op zondag 19 februari 1888 in audiëntie werd ontvangen door paus Leo XIII aan wie hij een huldeadres mocht overhandigen namens de Gilde der Ambachten. De aanmoedigende woorden van de paus voor de jonge sociale organisatie, nog bevestigd in een bedankbrief die hij haar stuurde, betekenden een belangrijke zweepslag voor de jonge Gilde en Coucke werd bij zijn terugkeer als de held van de dag verwelkomd. Ook over deze reis gaf hij voordrachten, zowel voor de Katholieke Burgersgilde  als voor de Gilde der Ambachten.

### Het gezin Coucke

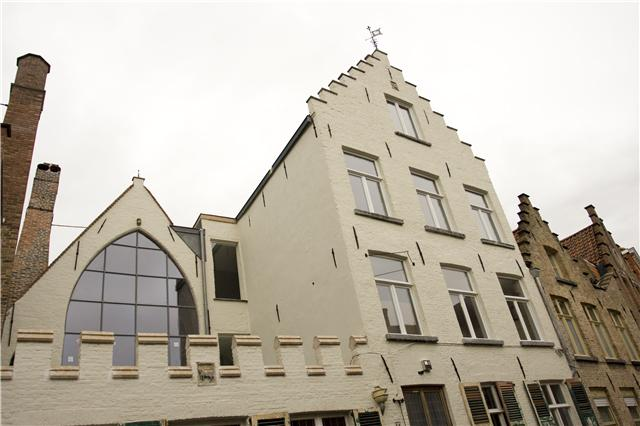
Voorgevel van het huis Coucke in de Korte Vuldersstraat in Brugge

Coucke bracht zijn ganse huwelijksleven door in het in 1860 aangekochte huis 't Schaep in de Korte Vuldersstraat 14. In de tuin bouwde hij de kleine oven  waar hij het glas – en later ook geschilderd keramiek en porselein – bakte. Op de eerste verdieping van het huis richtte hij zijn atelier in, dat nog steeds een voorname plek in het gerestaureerde huis inneemt. Het huis zelf werd gaandeweg omgebouwd tot een soort neogotisch tempeltje: vloertegels, houtbekleding en beschildering van de muren en zolderingen, muurversieringen met glazuren tegels en gotische schouwen vormden het decor, dat werd vervolledigd door neogotische meubels en huisgerief. In 2006-2009 werd het huis op voorbeeldige wijze gerestaureerd en de vele aanwezige artistieke elementen in hun oude glorie hersteld.
In dit decor groeide een talrijk gezin op. De kinderen Coucke-Naert waren: Joseph (1859-1941), Eloi (1860-1829), Theophile (1862-1941), Henri (1863-1900), Georges (1865-1950), Medard (1868-1940), Hortense (1869-1869), Christine (1871-1874), Julienne (1873-1895) en Alice (1876-1918). Zij werden in een patriarchale en bijna kloosterlijke, in ieder geval bijzonder vrome geest opgevoed.
Twee dochtertjes stierven vroegtijdig, een derde stierf op tweeëntwintigjarige leeftijd en de jongste werd kloosterzuster bij de Zusters van de H.-Jozef in de Zilverstraat. De zes zonen deden lagere en middelbare studies in het Sint-Lodewijkscollege of bij de Broeders Xaverianen en vervolmaakten zich in artistieke richting, in de Brugse Academie, in Antwerpen of elders.
Voor de zonen droomde Coucke van een ideale werkverdeling, een soort middeleeuwse gemeenschap, waarbij elke zoon een of een paar aspecten van het artistiek vak onder de knie zou krijgen, zodat ze in harmonische samenwerking tot een goed functionerende kunstgemeenschap zouden uitgroeien. Vanaf 1880 heeft hij dit ideaal nagestreefd en het ook in zekere zin gestalte kunnen geven. Naast de zonen telde het atelier ook een tiental medewerkers, die als deel van de familie beschouwd werden. Niet alle zonen konden zich verzoenen met de plaats en met het loon die hun door de goedmenende maar patriarchale vader werden toegemeten. Rond 1891 verliet Georges het gotisch schrijn, gevolgd door Henri in 1894 en door Medard in 1896. De patriarch bleef zich omringen met de drie oudsten, die vrijgezel bleven. De oudste, Joseph, trad in het huwelijk na het overlijden van zijn ouders.
In het zelfs naar negentiende-eeuwse normen wel erg strikt aangehouden familieverband was het, voor wie er zich mee kon verzoenen, goed te leven. Samuel was tot een zekere welstand gekomen en organiseerde graag uitgebreide familiefeesten, met overvloedige tafelgenoegens. De kinderen waren muzikaal opgevoed en de verschillende instrumenten die werden aangeleerd lieten toe een huisorkestje te vormen. Dit kwam goed van pas, want iedere feestdag of ieder jubileum was gelegenheid tot aanleren van een huldedicht dat voor de gelegenheid werd geschreven en getoonzet en meestal in een keurige, gotisch versierde brochure werd gedrukt. De auteurs hiervan waren soms de Couckes zelf, maar vaker Hippoliet Ledeganck, Jeroom Noterdaeme (1862-1933) of later ook Jozef Axters s.j. (1850-1913) voor de teksten en Petrus Cools en Frans Uyttenhove voor de muziek. Alle familiegebeurtenissen werden met kalligrafisch schrift in het familiealbum genoteerd, meestal door Eloi.
Dit was het kader waarin Coucke volle ontplooiing vond. De dagelijkse mis in de kathedraal, de zondagsmis waar hij naartoe trok omringd door zijn half dozijn volwassen zonen in 'redingote' en met hoge hoed, het harde werk in het atelier, de activiteiten in talrijke verenigingen en het traditioneel en beschermd familiaal leven behoorden tot de levensstijl die hem paste en waarbinnen hij zich met duidelijke voldoening als een voorbeeldige pater familias en patriarch bewoog.
De volmaakte harmonie die hierbij tussen hem en zijn discrete echtgenote heerste, werd onderstreept door hun overlijden enkele weken na elkaar, zij op 28 juni, hij op 7 november 1899. Hij had om 8 uur de mis bijgewoond in de kathedraal en 'om 9 uur was hij reeds een lijk'. Degene die de aanzet tot zijn artistieke loopbaan had gegeven, Louis Grossé, stierf net voor hem, op 14 augustus 1899. Het waren, met Guido Gezelle die enkele dagen na Samuel Coucke zou overlijden, markante figuren die bijna gelijktijdig uit het vrome milieu van de gotisch geïnspireerde Brugse katholieken verdwenen en die allen door bisschop Waffelaert uitgeleide werden gedaan.

## De zonen

### Joseph Coucke
Geboren in Brugge op 5 november 1859 en er overleden op 22 maart 1941, was Joseph Coucke getrouwd met de Kortrijkse Louise Lefèvre, tante van de latere staatsminister Theo Lefèvre. Het was een laat huwelijk, dat hij pas aanging in 1901, na het overlijden van zijn ouders.
Joseph Coucke studeerde in het Sint-Lodewijkscollege (lager middelbaar), aan de Brugse Academie en aan de Sint-Lucasschool in Gent. Hij werd architect en werkte gedurende vijf jaar in Brussel, onder de leiding van zijn oom, de Romeprijswinnaar Joseph Naert. In Brugge bouwde hij onder meer de neobarokvleugel van Hemelsdaele, op de hoek van de Wapenmakersstraat en de Sint-Walburgastraat (1883). Op het adres Steenstraat 82 bouwde hij in 1889 een klein neogotisch huis dat belangstelling wekte omdat het beschouwd werd als het eerste gebouw met een neogotisch uitstalraam. In 1898 restaureerde hij de parochiekerk van Werken en met stadstoelage restaureerde hij in 1896 het huis van zijn broer Medard, de 'Oude Munte', Markt 21. Verder bouwde hij onder meer in 1885 een huis met neogotische trapgevel, Dweersstraat 12 en restaureerde hij in 1909 het huis Korte Vuldersstraat 23-25. In de associatie met zijn broers Eloi en Theophile was hij degene die zorgde voor het architecturaal gedeelte bij het plaatsen van glasramen: aanpassen van de vensteropeningen, eventueel herbouwen, controle op het metselwerk etc.
Hij werd bestuurslid in 1892 en secretaris in 1894 van de Katholieke Burgersgilde en in 1900, in opvolging van zijn vader, dismeester voor de Sint-Salvatorsparochie. Hij was ook secretaris van de Confrérie van 'Sacra'. Zoals zijn vader gaf hij voordrachten onder meer begin 1899 nadat hij een reis naar Rome had gemaakt. Hij was ook bestuurslid van het Davidsfonds.

### Eloi Coucke

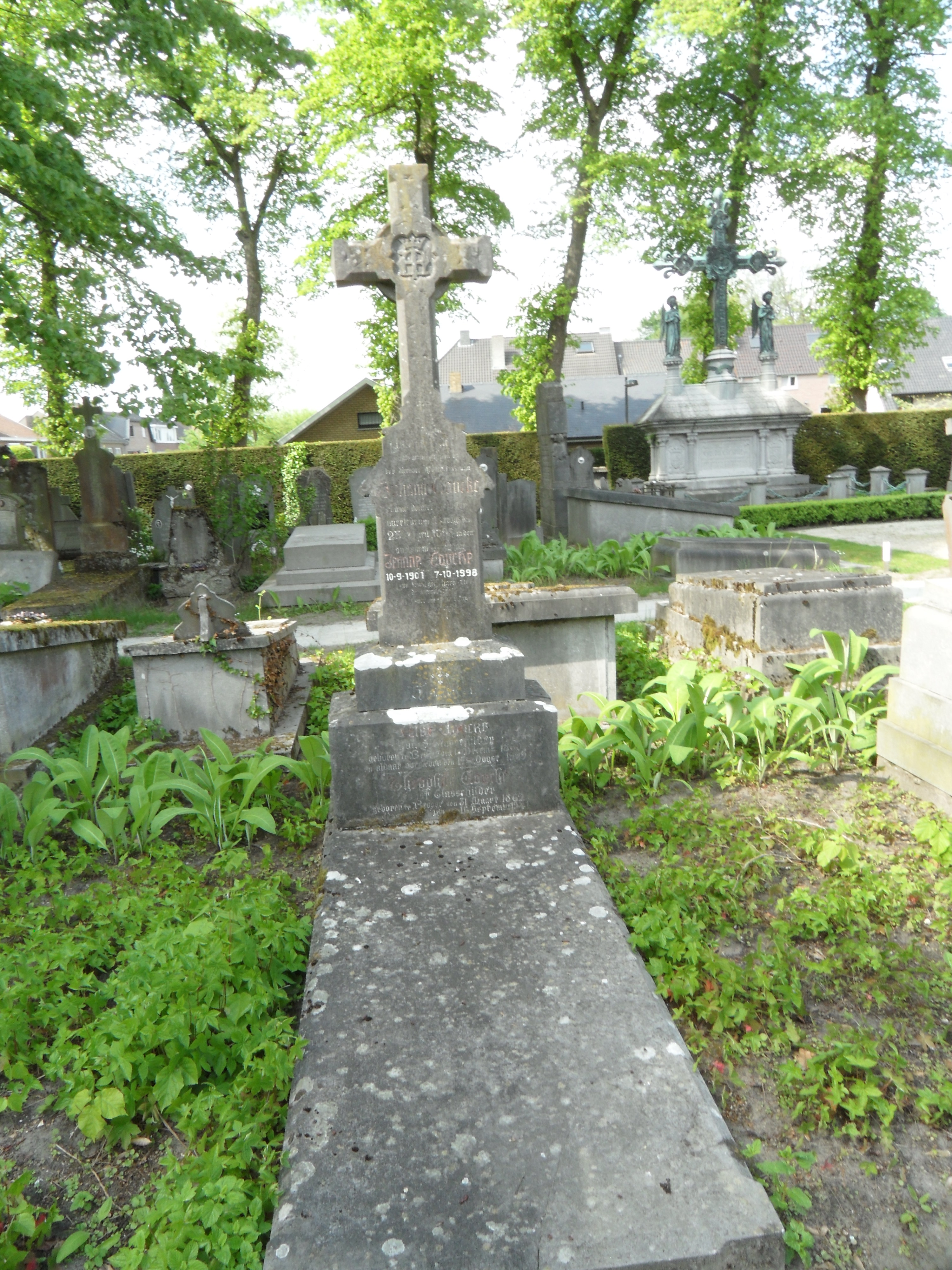
Grafmonument van Eloi en Théophile Coucke. Op de achtergrond: het praalgraf van Guido Gezelle.

Eloi Coucke, geboren in Brugge op 1 december 1860 en er overleden op 17 augustus 1929, bleef ongehuwd.
Eloi Coucke was zonder twijfel de meest artistiek begaafde onder de broers. Na de lagere middelbare klassen in het Sint-Lodewijkscollegen volgde hij van 1872 tot 1879 de lessen aan de Brugse Academie. Nadien studeerde hij nog aan de Academie in Antwerpen. Hij werd in het atelier Coucke de voornaamste ontwerper van de glasramen.
Hij was een bedreven tekenaar en zijn miniatuurwerk werd door de tijdgenoten vergeleken zo niet op dezelfde voet geplaatst met de vijftiende-eeuwse miniaturisten. Het schilder- en tekenwerk kwam te pas voor alle soorten ontwerpen, meestal in de typisch neogotische stijl: bidprentjes, illustraties voor godsdienstige boeken, stambomen, wapenschilden, etc. Eloi Coucke adverteerde ook zijn mogelijkheden om oude handschriften te restaureren en oude boekbanden te herstellen.
Een van zijn voornaamste artistieke creaties werd het maken van eetserviezen, grote kunstborden en vazen met neogotische versieringen. Blanke serviezen in porselein of faience werden hiervoor aangekocht, in het atelier Coucke naar eigen neogotische ontwerpen beschilderd en in dezelfde oven als het brandglas gebakken. Deze activiteit moest in de ogen van Samuel Coucke een alternatief bieden bij het verminderen van het glasraamwerk ten gevolge van de schoolstrijd en de ermee gepaard gaande vermindering van het mecenaat dat zich bij voorkeur op de ondersteuning van het katholiek onderwijs ging richten.
In dezelfde lijn maakte Eloi Coucke ook geglazuurde tegels voor vloer- en muurbekleding. De degelijkheid, het gemakkelijk onderhoud en het harmonische aanpassingsvermogen aan elk interieur werd in advertenties aangeprezen.
Eloi Coucke was een 'bon vivant'. Zijn hobby was het roken van lange pijpen en hij had een passie voor grote en elegante honden, vooral voor spaniëls. Hij was stichtend lid van de Katholieke Burgersgilde, waarvoor hij vanaf 1878 en nog tot kort voor zijn dood de decors voor de toneelafdeling schilderde. Als oud-student van het Sint-Lodewijkscollege was hij, samen met zijn broer Theophile, lid van de Sint-Donaasgilde.

### Theophile Coucke
Theophile Coucke, geboren in Brugge op 31 maart 1862 en er overleden op 16 november 1941, bleef ongehuwd.
Vanaf 1873 komt hij voor op de palmaressen van het Sint-Lodewijkscollege waar hij een aantal jaren school liep zonder evenwel volledig de humanioracyclus af te maken. Hij volgde ook lessen aan de Brugse Kunstacademie. In 1885 behaalde hij er een Eerste prijs voor het schilderen naar het leven.
De inbreng van Theophile Coucke in het kunstatelier is niet gemakkelijk van die van Eloi te scheiden. Hij was bijna op zelfde hoogte bekwaam ontwerpen te maken en glasramen uit te voeren. Hij zou zich daarbij specialiseren in het graveren op glas en spiegelglas. In de negentiende-eeuwse interieurs was dit gegraveerd glas zeer in trek.
Theophile Coucke was actief in het genootschap van Sint-Vincentius à Paulo, waarvan hij schatbewaarder was, deken van de confrerie 'Sacra' in de Sint-Salvatorskerk en kerkmeester van deze kerk.  Bij de paters kapucijnen in de Boeveriestraat was hij lid van de Broederschap van de H. Antonius van Padua. Zoals zijn broer was hij een groot pijpenroker. Een vriendenkring van Brugse vrijgezellen voorzag hierbij in de passende omgeving. De passie van Theophile Coucke, zoals van veel burgers op het einde van de negentiende eeuw was de fotografie en het zelf ontwikkelen van films.

### Henri Coucke
Henri Coucke, geboren in Brugge op 19 september 1863 en er overleden op 6 maart 1900, was getrouwd met Ernestine Faracas.
Hij liep school in het Sint-Lodewijkscollege, waar hij in 1875 het Vormsel kreeg. Van 1877 tot einde schooljaar 1881 was hij leerling bij de Xaverianen. Henri was voorbestemd om het nederig, materieel werk te doen. Hij zou glasmaker worden, het glas in lood steken, de glasramen gaan plaatsen etc. In 1883 adverteerde hij al dat hij zich in die hoedanigheid gevestigd had 'onder mijn vaders toezicht en in zijn huis' en onder meer 'jalousies in gekleurd glas' maakte.
Maar in 1894 kwam er een breuk, ingevolge zijn voorgenomen huwelijk dat vader Coucke niet goedkeurde. Hij verliet de familiale associatie en ging zich vestigen Oude Burg. Hij stierf er vroegtijdig.

### Georges Coucke
Georges Coucke, geboren in Brugge op 26 maart 1865 en overleden in Blankenberge op 15 februari 1950, was getrouwd met Gabrielle Faracas (1881-1967), zus van Ernestine.
Hij liep eerst school in het Sint-Lodewijkscollege maar vanaf het schooljaar 1876 tot einde 1882 was hij leerling bij de Xaverianen, waar hij niet onaardige uitslagen behaalde.
Georges Coucke, zo had zijn vader beslist, zou de beeldhouwer worden in de volmaakte 'commune' van het atelier Coucke. Na een moeilijke jeugd, met internaatsperiodes in het nabije instituut van de Xaverianen en na een integratiepoging in het vaderlijk concept, verliet hij Brugge en trok op avontuur. Dit situeert zich rond 1890. Hij trok naar de Verenigde Staten en werkte enkele jaren in New York.
Rond 1900 was hij weer in Brugge maar kort daarop vertrok hij naar Engeland. De familietraditie zegt dat hij aan restauraties meehielp in Buckingham Palace. Bij zijn terugkeer in België trouwde hij met de zestien jaar jongere Gabrielle Faracas en vestigde zich in Blankenberge, waar hij vooral als maker van grafmonumenten bedrijvig was.

### Medard Coucke
Medard Coucke, geboren in Brugge op 25 maart 1868 en er overleden op 27 mei 1940, was getrouwd met Esther Axters (1867-1949), jongste dochter van kunstsmid en stovenmaker Jacobus Axters-Ameye en zus van Jozef Axters s.j., de vriend aan wie Albrecht Rodenbach zijn 'Lied der Vlaamse Zonen' opdroeg.
Ook hij liep eerst school in het Sint-Lodewijkscollege, om vanaf het schooljaar 1877 tot einde 1881 leerling te zijn bij de Broeders Xaverianen. Volgens de vaderlijke voorziening zou Medard, net als zijn broer Henri, tot het 'voetvolk' behoren, dat in een georganiseerde gemeenschap even nuttig als noodzakelijk was. Hij was met die rol verzoend, hoewel hij tamelijk gevorderde studies van architectuur had gedaan in de Brugse Academie. Zijn huwelijk bracht hierin wijziging omdat zijn echtgenote onafhankelijk wilde blijven van haar schoonfamilie. Zij werd de leider van het huisgezin, ingevolge haar initiatief op het adres Markt 21 in het huis De Oude Munte, een porselein- en kristalwinkel te openen. Tijdens het zomerseizoen hield ze eenzelfde winkel open in Blankenberge.
Medard Coucke had niet de ambitie grote dingen te doen. Hij was tevreden met zijn bescheiden atelier voor het plaatsen van vensterglas en het produceren van eenvoudige glasramen. Het werk werd door één of een paar knechten uitgevoerd. Zoals bij zijn broers behoorde een rustig en gezapig leven tot zijn idealen. De ambitie van vooruitgang die Samuel Coucke had gedreven, leek in de volgende generatie te zijn uitgeblust.